# Rhodinicola similis
Rhodinicola similis – gatunek widłonoga z rodziny Clausiidae. Jest pasożytem wieloszczetów.

## Systematyka
Gatunek ten opisał w 2013 roku międzynarodowy zespół biologów w składzie: Il-Hoi Kim, Andrej Sikorski, Myles O’Reilly i Geoff A. Boxshall. Holotypową, niekompletną samicę pozyskano w styczniu 1995 roku z osobnika gatunku Rhodine gracilior złowionego na głębokości 15 metrów w zatoce Loch Creran w Szkocji (56°31,59′N 5°21,25′W/56,526500 -5,354167). Alotypowego samca oraz osobnika młodocianego pozyskano z tego samego gatunku wieloszczeta we wrześniu 1989 roku w szkockiej zatoce Irvine Bay (55°35,92′N 4°47,40′W/55,598667 -4,790000). Epitet gatunkowy similis nawiązuje do podobieństwa tego gatunku do opisanego w tej samej publikacji Rhodinicola tenuis.